# اختلال ضال (الموسم 4)
عُرض الموسم الرابع من المسلسل الدرامي التلفزيوني الأمريكي اختلال ضال لأول مرة في 17 يوليو 2011 واُختتم في 9 أكتوبر 2011. ويتألف من 13 حلقة، مدة كل منها حوالي 47 دقيقة. تم بث الموسم الثاني يوم الأحد في تمام الساعة 10:00 مساءً في الولايات المتحدة على إيه إم سي.

## الحلقات
| ترتيب الحلقة في المسلسل | ترتيب الحلقة في الموسم | العنوان                                            | إخراج          | كتابة                       | تاريخ البث الأصلي | المشاهدين في أمريكا (بالملايين) |
| ----------------------- | ---------------------- | -------------------------------------------------- | -------------- | --------------------------- | ----------------- | ------------------------------- |
| 34                      | 1                      | «Box Cutter (قاطع الصندوق)»                        | آدم بيرنستاين  | فينس غيليغان                | 17 يوليو 2011     | 2.58                            |
| 35                      | 2                      | «Thirty-Eight Snub (ثمانية وثلاثون قصير السبطانة)» | ميشيل ماكلارين | جورج ماستراز                | 24 يوليو 2011     | 1.97                            |
| 36                      | 3                      | «Open House (منزل مفتوح)»                          | ديفيد سليد     | سام كاتلين                  | 31 يوليو 2011     | 1.71                            |
| 37                      | 4                      | «Bullet Points (نقاط مهمة)»                        | كولن باكسي     | مويرا والي-بيكت             | 7 أغسطس 2011      | 1.83                            |
| 38                      | 5                      | «Shotgun (بُندقية)»                                 | ميشيل ماكلارين | توماس شنوز                  | 14 أغسطس 2011     | 1.75                            |
| 39                      | 6                      | «Cornered (مُحاصر)»                                 | مايكل سلوفيس   | جينيفر هاتشيسون             | 21 أغسطس 2011     | 1.67                            |
| 40                      | 7                      | «Problem Dog (كلب سبّاب للمشاكل)»                   | بيتر غولد      | بيتر غولد                   | 28 أغسطس 2011     | 1.91                            |
| 41                      | 8                      | «Hermanos (الإخوة)»                                | يوهان رينك     | سام كاتلين وجورج ماستراز    | 4 سبتمبر 2011     | 1.98                            |
| 42                      | 9                      | «Bug (جهاز تنصت)»                                  | تيري ماكدونو   | مورا والي-باكيت وتوماس شنوز | 11 سبتمبر 2011    | 1.89                            |
| 43                      | 10                     | «Salud (بصحتك)»                                    | ميشيل ماكلارين | بيتر غولد وجينيفر هاتشيسون  | 18 سبتمبر 2011    | 1.80                            |
| 44                      | 11                     | «Crawl Space (مساحة ضيقة)»                         | سكوت واينانت   | جورج ماستراز وسام كاتلين    | 25 سبتمبر 2011    | 1.55                            |
| 45                      | 12                     | «End Times (الأوقات الأخيرة)»                      | فينس غيليغان   | توماس شنوز ومورا والي-باكيت | 2 أكتوبر 2011     | 1.73                            |
| 46                      | 13                     | «Face Off (المواجهة)»                              | فينس غيليغان   | فينس غيليغان                | 9 أكتوبر 2011     | 1.90                            |

## وصلات خارجية
- قائمة حلقات اختلال ضال  على قاعدة بيانات الأفلام على الإنترنت